# Kingone Wang
Kingone Wang Chuan Yi (Chino tradicional: 王 传 一, chino simplificado: 王 一 传, pinyin: Wang Yi Chuan, 5 de mayo de 1980) es un actor y cantante taiwanés.

## Carrera
Wang comenzó su carrera en el mundo del espectáculo como modelo, y llamó la atención al público sobre todo por su apariencia física. La forma atractiva de Wang ha logrado a que este éxito ha sido entendida por muchos como la combinación en Hong Kong, como a la estrella del pop Andy Lau (chino: 刘德华) y otra estrella del pop Jay Chou (chino: 周杰伦). Wang firmó bajo contrato en 2002 por Sony Music (Taiwán) para formar parte de un grupo de seis niños, llamado Comic Boyz (chino: 可米小子), que tuvo el encabezamiento principal. Wang y su grupo han participado en varios dramas de televisión de Taiwán, y han publicado un total de tres álbumes (Hey Hah! 可米小子 [2002], 青春 纪念册 [2003] y Adiós 可米小子 新歌 + 精选 [2005] ), antes de separarse para siempre en 2005.

## Filmografía

### TV series
| Año  | TV Estación | Título en inglés           | Título en chino | Personaje            |
| ---- | ----------- | -------------------------- | --------------- | -------------------- |
| 2010 | CTV         | Scent of Love              | 就是要香戀      | 向致遠               |
| 2009 | PTS         | Black & White              | 痞子英雄        | 高義                 |
| 2008 | CTS         | Wish to See You Again      | 這裡發現愛      | 馬永睿 (小馬)        |
| 2007 | CCTV-8      | The Legend of Chu Liuxiang | 楚留香傳奇      | 中原一點紅           |
| 2007 | CTS         | Why Why Love               | 換換愛          | 霍彥                 |
| 2006 | CTS         | Goku Dou High School       | 極道學園        | 周少奇               |
| 2006 | CTV         | Silence                    | 深情密碼        | 黃至燁               |
| 2006 | onTV        | My son is a Mob Boss       | 我的兒子是老大  | 法蘭克 (Frank)       |
| 2005 | FTV         | Baseball Love Affair       | 追風少年        | 何飛力               |
| 2005 | CTV         | Devil Beside You           | 惡魔在身邊      | 尚源伊               |
| 2005 | CTS         | Starry Night               | 愛在星光燦爛時  | 傳一                 |
| 2005 |             |                            | 魔蠍            | 張書瑋               |
| 2004 | CTS         | Mars                       | 戰神            | 零&聖的生父          |
| 2003 | CTV         | Godfather in Pink          | 粉紅教父小甜甜  | 薔薇普林斯(偶像團體) |
|      |             |                            | 麻辣高校生      | 可米小子             |
|      |             |                            | 狂愛龍卷風      | 客串追求者           |
|      |             |                            | 偷偷愛上你      | 客串(黎倩)追求者     |
| 2002 | CTS         | Meteor Garden II           | 流星花園PART2   | 客串秘書             |
|      |             |                            | 好美麗診所嘿哈  | 池珍東               |

### Ejércitos
- 東風亞洲娛樂中心週末主播
- 東風音樂通
- 惡童探險記
- 東風U-STAR亞洲新紅人選主持人之一
- 星座愛情魔法
- 2005 金鐘獎星光大道

### Logros
- 全家關東煮過年篇
- 全家過年促銷廣告
- 知名服裝代言
- 迪士尼代言
- 代言「百事可樂音樂大使」
- 聯邦銀行 Hit Hop 信用卡代言

## Discografía

### Personal EP
- Love, KingOne <<換換愛>> (2007)
  - Why Why Love / 換換愛
  - The World I Want / 我要的世界
  - Welcome to My Heart

### TV Series OST
- <<極道學園電視原聲帶>> (2006)
  - Lovin' U (王傳一)
  - 極道戰役 (王傳一+李偉豪+馬如龍+藤岡靛)

### Con Comic Boyz
- <<Goodbye 可米小子新歌+精選>> (2005)
  - 愛情不用翻譯
  - 好奇無上限
  - Hey!Hah!
  - 求愛復刻版
  - 紅蜻蜓
  - 我忍住哭
  - 花季
  - 超人心
  - Number 2
  - Hold Me Close
  - 青春無敵
  - 喜歡你
  - 我的野蠻女友
  - 青春紀念冊

- <<青春紀念冊>> (2003)
  - Number 2
  - 青春紀念冊
  - 紅蜻蜓
  - 花季
  - 他
  - Hold Me Close
  - 我討厭
  - 我的野蠻女友
  - 愛的入場卷
  - 愛像什麼

- <<Hey Hah! 可米小子>> (2002)
  - Hey!Hah!
  - 求愛復刻版
  - 超人心
  - 最重要的你
  - 我忍住哭
  - 喜歡你
  - Blue Miracle
  - Buddy
  - 相信
  - 青春無敵-MTV
  - Hey! Hah! (Asia Remix)
  - Hey! Hah! (Euro Remix)

## Obras

### Men's Talk (型男Talk)
Un libro coescrito por Matt Wang y Wu (吴中 天), habla de los hombres en torno a sus vidas, el mundo y la filosofía. ISBN 9861277501. Fecha de lanzamiento: 20 de diciembre de 2006.